# Teuntje Beekhuis
Teuntje Beekhuis, née le 18 août 1995 à Geldrop, est une coureuse cycliste professionnelle néerlandaise.

## Biographie
Beekhuis est devenue cycliste professionnelle en 2018 après avoir remporté une détection, baptisée Pushing Dreams, organisée par l'équipe Parkhotel Valkenburg. 
Pour la saison 2019, elle rejoint l'équipe Biehler Pro Cycling. Elle montre notamment ses talents de grimpeuse lors de deuxième étape du tour de Burgos, où elle finit à la 7e place.
Elle change une fois de plus d'équipe pour la saison suivante, en signant auprès de Lotto Soudal Ladies, ce qui lui permet de courir son premier Grand Tour, à savoir le tour d'Italie.
Elle monte d'une catégorie pour la saison 2021, en rejoignant la World Team Jumbo-Visma, où elle reste pendant trois ans une solide coéquipière. 
Elle signe ensuite auprès de Uno-X Mobility, mais sa première saison dans la formation norvégienne est perturbée par une opération de l'artère fémorale durant l'été 2024.

## Palmarès sur route

### Par années
- 2023
  - 7e de la RideLondon-Classique

### Résultats sur les grands tours

#### Tour d'Italie
4 participations :
- 2020 : 65e
- 2021 : 46e
- 2023 : 87e
- 2025 : 95e

#### Tour de France
1 participation : 
- 2025 : 110e

### Classements mondiaux
| Année                                 | 2018 | 2019 | 2020 | 2021 | 2022 | 2023 |
| ------------------------------------- | ---- | ---- | ---- | ---- | ---- | ---- |
| Classement UCI                        | 817e | 556e | 382e | 226e | 548e | 212e |
| UCI World Tour                        | 255e | 214e | 121e | 107e | 155e | 101e |
|                                       |      |      |      |      |      |      |
| Légende : nc = non classéSource : UCI |      |      |      |      |      |      |